# Almostancir do Cairo
Abu Tamim Maade Almostancir Bilá (Abū Tamīm Ma'add al-Mustanṣir bi-llāh), melhor conhecido somente como Almostancir (em árabe: المستنصر; Cairo, 5 de julho de 1029 — 10 de janeiro de 1094), foi o oitavo califa fatímida, que reinou entre 13 de junho de 1036 e 10 de janeiro de 1094. Foi declarado sucessor de seu pai Ali Azair quando tinha oito meses de idade e ascendeu ao trono aos sete anos de idade. Nos primeiros anos do seu reinado, os assuntos governamentais estavam ao cargo de sua mãe. Seu califado durou mais de sessenta anos e foi o mais logo califado islâmico. Durante o seu reinado, o Califado Fatímida caiu numa situação de caos e foi dominado pelos mercenários turcos de Nácer Adaulá ibne Hamadã.

## História

### Primeiros anos
Ali ibne Amade Jarjarai, um habilidoso vizir cujo período no cargo foi uma época de prosperidade no Egito, morreu em 1044. Ele foi sucedido por ibne Alambari e Abu Almançor Sadaca, nenhum deles considerado especialmente hábil. Em 1050, um novo vizir, Abu Maomé ibne Abdur Ramane Iazuri, mais destacado, assumiu a posição e a manteve por oito anos. Depois dele, mais de 40 vizires se sucederam no período entre 1058 e 1073, e o principal resultado foi o total esgotamento do tesouro califal.

### Caos, fome e domínio turco
Entre 1065 e 1072, uma grande carestia degradou a situação no Egito. Neste período, em 1062 e novamente em 1067, uma luta entre os soldados turcos e sudaneses descambou para uma luta aberta que terminou com a vitória dos primeiros.
Também na mesma época, as tribos nômades berberes do Baixo Egito deliberadamente agravaram a situação realizando raides na zona rural e destruindo os canais nas margens do Nilo. Os mais de 10 000 animais que os estábulos de Almostancir chegaram a abrigar diminuíram, como contam os relatos, até que apenas três cavalos magros sobrassem; diz-se que, por fim, apenas o califa possuía um cavalo e que, quando ele o montava, os cortesões o seguiam a pé; diz-se também que seu guarda-costas chegou a desmaiar de fome quando o seguia pelas ruas da capital. Para piorar a situação, a fome foi seguida de epidemias e distritos inteiros da capital foram esvaziados.

#### Mercenários turcos

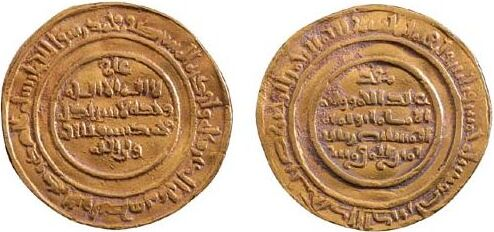
Dinar fatímida de Almostancir

Durante todo este período, os mercenários turcos drenaram o tesouro; muitas obras de arte e itens valiosos de todo o tipo do palácio foram vendidos para satisfazer as suas demandas. Era comum que eles mesmos fossem os compradores, a preços nominais, e depois vendessem os artigos novamente ganhando um lucro significativo. Esmeraldas de mais de 300 000 dinares foram compradas por um general turco por apenas 500 dinares e, em quinze dias, em 1068, artigos avaliados em mais de 30 milhões de dinares foram vendidos para pagar os turcos. A preciosa biblioteca, que estava disponível para visita pública e era uma das atrações de muitos acadêmicos que visitavam o Cairo, foi dividida e espalhada; os livros, rasgados, jogados fora ou utilizados como lenha. Com o tempo, os turcos acabaram lutando entre si. Nácer Adaulá, um general do exército fatímida, marchou contra a capital que foi defendida por uma facção rival da guarda turca; após incendiar parte de Fostate e derrotar os defensores, ele entrou na cidade como conquistador. Chegando ao palácio, ele encontrou Almostancir escondido nos seus aposentos - que haviam sido estripados de toda decoração - sendo atendido por apenas três escravos e vivendo à base de dois pães que eram-lhe enviados diariamente pelas filhas de Ibn Babshand, o gramático.
Os turcos vitoriosos dominaram o Cairo e mantiveram diversos vizires em rápida sucessão. Eles tratavam Almostancir com desprezo e se utilizaram de seus poderes para esvaziar o tesouro aumentando os seus salários em mais de vinte vezes a cifra anterior. Nácer Adaulá se tornou um tirano opressivo e sua conduta provocou a ira até mesmo entre seus seguidores. Ele terminou assassinado em 1074. Infelizmente, a morte do conquistador levou a cidade para um estado de completo caos, pois ela agora estava à mercê das diversas facções turcas, que se comportavam como saqueadores. As condições no Egito continuaram a se deteriorar.

### Badre Aljamali
Badre Aljamali (em árabe: بدر الجمالى) foi um vizir, amir al-juiuxe (امير الجيوش‎, "Comandante das Forças"), badi alduate ("Chefe dos Missionários") e um proeminente estadista fatímida durante o califado de Almostancir. De origem armênia, ele foi comprado pelo emir sírio Jamal Adaulá e posteriormente, se tornou um mameluco. Ele foi apontado como governador de Acre.
Em 1074, ele assumiu o posto de "Comandante das Forças" e morreu em 1094, período no qual ele era, de fato, o governante do Califado Fatímida, com amplos poderes. Ele foi o responsável por diversas obras construídas no período, incluindo:
- Mesquita de Juyushi
- Bab al-Futuh
- Bab al-Nasr
- Bab Zuweila

O filho de Aljamali, Lavendálio sucedeu ao pai em 1094, quando ele morreu. Almostancir morreria logo depois e Lavendálio elegeu Almostali como califa, uma criança, em vez de Nizar, o irmão mais velho de Almostali. Nizar revoltou-se e foi derrotado em 1095; os seus seguidores, liderados por Haçane Açafá, fugiram para o oeste, onde Haçane estabeleceu uma comunidade ismailita, por vezes erradamente chamada de ordem dos assassinos.[carece de fontes?]

## Cultura

### Muaiade Filadine de Xiraz
Muaiade Fildine de Xiraz (1000–1078) foi um acadêmico ismailita do século XI, filósofo, poeta e teólogo de origem persa. Ele nasceu em Xiraz, a capital da província de Pérsis (então na Pérsia, atualmente no Irã). Seu pai, Muça ibne Daúde, serviu sob Aláqueme Biamir Alá como "Chefe dos Missionários" na província. Muaiade serviu ao califa fatímida e imame Almostancir como dauá ("missionário") em diversas funções, eventualmente atingindo o posto de Babal Abuabe ("Portão dos portões") e Da‘i ad–Du‘at ("Chefe dos Missionários") na dauá fatímida. Em seus escritos teológicos e filosóficos, ele levou a doutrina ismaelita ao seu ápice.
Muaiade trabalhou também na Casa da Sabedoria (Dar al-'Ilm) ensinando os missionários, fatímidas ou não, e compondo obras teológicas até a sua morte em 1078.